# Matilde Huici Navaz
Matilde Huici Navaz (Pamplona, 3 d'agost de 1890 – Santiago de Xile, 13 d'abril de 1965) va ser una mestra, advocada i pedagoga espanyola. A més de col·laborar amb María de Maeztu en l'organització de la Residència de Senyoretes i el Lyceum Club Femení, va ser cofundadora de l'Associació de Dones Espanyoles Universitàries (amb Victoria Kent i Clara Campoamor en 1928) i delegada d'Espanya en la Comissió Consultiva de Qüestions Socials i Humanitàries de la Societat de Nacions.
Fou protagonista indiscutible en el debat sobre la reforma de la justícia en els inicis de la Segona República en tot allò que feia referència als drets de la dona, sense ignorar la intensa dedicació als menors tutelats.
Exiliada a Xile des de 1940, on, després de muntar el 1944 l'Escola Educadora de Pàrvuls de la Universitat de Xile i desenvolupar una intensa activitat pedagògica, va morir als 74 anys.

## Biografia
Matilde va ser la tercera dels quatre fills d'Ascensión i Juan, en una llar liberal, d'ideologia republicana i econòmicament pròspera. Amb 17 anys obté a Bilbao el seu títol de Mestra de Primer Ensenyament Superior, i el 1909 ocupa plaça de mestra en el Grup escolar del barri de Ategorrieta de Sant Sebastià, del qual seria nomenada directora dos anys després. El 1916 es va traslladar a Madrid per ingressar a la Residència de Senyoretes, on, entre altres matèries, aconseguiria el domini de les llengües anglesa i francesa, a més de l'útil tècnica de la taquigrafia. Tres anys més tard va obtenir titulació a l'Escola d'Estudis Superiors de Magisteri i va començar a estudiar Dret. El 1922 va ser inspectora de Primer Ensenyament a Santa Cruz de Tenerife i a l'any següent va entrar en l'òrbita dels pensionats per la Junta d'Ampliació d'Estudis (JAE) com a becària en el College de Middlebury (Vermont), on imparteix classes d'espanyol des de setembre de 1923. La seva situació d'excedència en la seva plaça d'inspectora, li va permetre finalitzar la seva llicenciatura en Dret el 1926. Així, aquell mateix any, va ser de les primeres dones que s'inscrigueren a l'Il·lustre Col·legi d'Advocats de Madrid, després de Clara Campoamor i Victoria Kent. Després es doctorà i s'especialitzà en Criminologia.
Sense deixar d'exercir la seva professió i mentre continua fent classes a la Residència de Senyoretes, participa en el Tribunal de Menors de Madrid (1927) i en el debat públic i polític per a la reforma de la Justícia referent a la situació de la dona. Així, al setembre de l'any 1931 pronuncia la conferència El derecho de la mujer en el proyecto de Constitución, on destacava la importància del moment històric, i mentre argumentava les seves idees sobre els drets de la dona, exposava com els contemplaven les diverses posicions ideològiques de dretes i esquerres. En el camp fundacional promou la creació de la Joventut Universitària Femenina espanyola (JUF), després coneguda com a Associació de Dones Espanyoles Universitàries. En aquest mateix any de 1928 va estar entre els promotors de la fallida Agrupació Liberal Socialista i el 1931 va ingressar amb el seu marit en el PSOE.
Després de la proclamació de la República Matilde Huici va ingressar com a advocada, en la Subcomissió de Dret penal de la Comissió Jurídica Assessora del Ministeri de Justícia per al Avantprojecte de la Constitució de la República espanyola, al juliol de 1931, on era l'única dona; després va participar en la redacció del Codi Penal de 1932, i va impulsar la creació del Centre d'Estudis Penals. Com a pedagoga, li va ser encomanada —dins de les activitats del Consell Superior de la Protecció de la Infància— la inspecció dels Tribunals Tutelars de Menors del país. El 1933 va visitar l'URSS per estudiar les polítiques que sobre la infància s'hi aplicaven. El 1935 va ser nomenada delegada d'Espanya en la Comissió de Protecció a la Infància i la Joventut, amb seu a Ginebra.
Com a periodista, conscient del valor dels mitjans de comunicació per a la difusió de les idees, va col·laborar entre 1935 i 1938 en publicacions com el setmanari Democracia, dirigit per Andrés Saborit, en El Socialista i a la revista Mujeres, del Comitè de Dones contra la Guerra i el Feixisme.
Amb el triomf del Front Popular, Matilde Huici va proposar «la substitució dels religiosos per mestres, mitjançant la creació d'un Institut de Recerca Psicològica del Menor per a la formació d'educadors especialitzats». Un dels seus principals objectius era secularizar l'educació i protegir la infància, deixant-la «al marge de l'estructura religiosa dominant». Membre de l'Associació de Dones Antifeixistes, va formar part del seu Comitè Nacional. En el transcurs de la guerra civil va seguir al govern republicà, primer a València (l'11 de març de 1937) i després a Barcelona. Va passar a França en els primers mesos de 1939 i va col·laborar en el Comitè d'Ajuda als Refugiats des de París i Ginebra.
Va arribar a Xile el 14 de maig de 1940 a bord del transatlàntic Orduña. Va haver de treballar com a traductora perquè no li va ser reconeguda la seva titulació de Dret. Va dissenyar i organitzar l'Escola Educadora de Pàrvuls de la Universitat de Xile, de la qual va ser directora des de la seva creació el 1944 fins a 1962. Durant aquest període d'activitat docent, va ser nomenada directora del Directori Cultural Xilè-Espanyol el 1947. Va morir el 1965.

## Homenatges
Al març de 1933 se li va donar el seu nom al Preventori Femení de Vigo, el primer que va funcionar a Espanya.
Ja a la fi del segle XX es va inaugurar a Peñalolén (Regió Metropolitana de Santiago de Xile) l'Escola Matilde Huici, en el seu honor.